# Palatka (Florida)
Palatka is een plaats (city) in de Amerikaanse staat Florida, en valt bestuurlijk gezien onder Putnam County.

## Demografie
Bij de volkstelling in 2000 werd het aantal inwoners vastgesteld op 10.033.
In 2006 is het aantal inwoners door het United States Census Bureau geschat op 11.005, een stijging van 972 (9,7%).

## Geografie
Volgens het United States Census Bureau beslaat de plaats een oppervlakte van
19,5 km², waarvan 18,0 km² land en 1,5 km² water. Palatka ligt op ongeveer 3 m boven zeeniveau.

## Plaatsen in de nabije omgeving
De onderstaande figuur toont nabijgelegen plaatsen in een straal van 32 km rond Palatka.